# Le Père Peinard
Le Père Peinard est un journal hebdomadaire anarchiste fondé en 1889 par Émile Pouget. Pouget en est l'auteur principal mais reçoit aussi des contributions d'autres anarchistes. Avec Le Révolté et l'Endehors ce journal est l'un des trois grands périodiques de l'âge d'or de la presse anarchiste en France. Le Père Peinard se distingue de ses concurrents en adoptant une ligne plus radicale qu'eux et en se concentrant beaucoup sur des questions sociales.
Le journal est considéré comme un précurseur de l'anarcho-syndicalisme et traite de questions variées, comme de féminisme ou d'anticolonialisme. Par ailleurs, l'usage très fréquent de formules argotiques donne un bon aperçu des argots parisiens et anarchiste de la période. 
Il s'agit du premier journal à renseigner systématiquement l'agitation sociale en France et à donner dans ses luttes politiques une large place au monde paysan.

## Histoire

### Contexte
Émile Pouget est alors une figure de l'anarchisme en France, participant par exemple en 1879 à la première fondation d'un syndicat d'employés en France ; il est ami et proche de Louise Michel, les deux étant impliqués dans une émeute à Paris où des boulangeries sont pillées. Pouget, qui cherche à la délivrer de force de la police est arrêté. Il écope de huit ans de prison et est incarcéré à Melun. Libéré après une amnistie au bout de trois ans, il sort de prison toujours aussi militant et radical.
Pour l'élection législative du 27 janvier 1889, l'anarchiste publie d'abord une affiche, Le Père Peinard au populo.

### 1889-1894: première série (Paris)

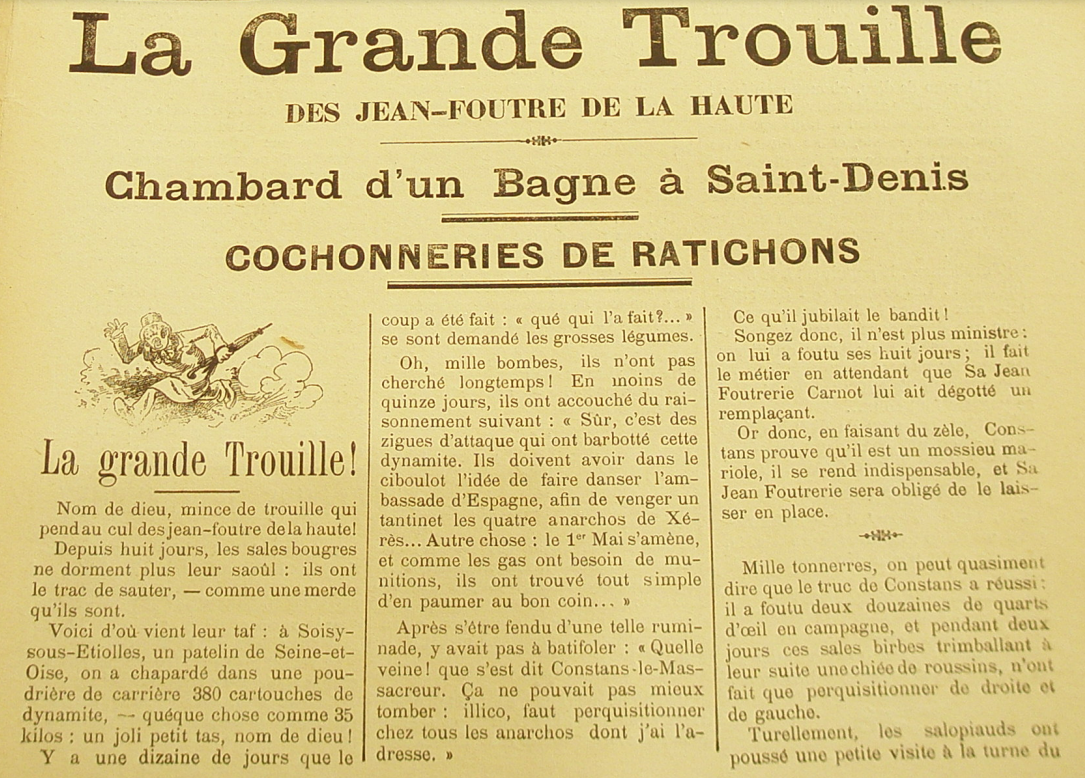
« La Grande Trouille des Jean-Foutre de la haute », une du Père Peinard (6 mars 1892), à propos du vol de Soisy-sur-Seine.

Le 24 février 1889, Pouget publie le premier numéro du Père Peinard. Le nom du journal est une référence au Père Duchesne, un journal radical de la Révolution française. L'auteur s'y dissimule derrière un personnage, le Père Peinard, un cordonnier parisien donnant son avis sur l'actualité et la commentant.   

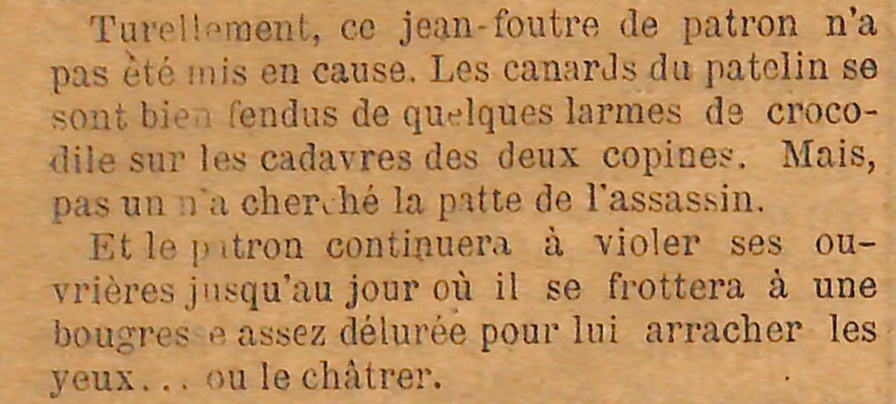
Conclusion de Patron assassin (4 juin 1893)

De manière générale, Pouget y prend des perspectives sociales très marquées, se saisissant de tous les sujets qu'il peut discuter, il s'intéresse aussi particulièrement aux faits divers, que Le Père Peinard renseigne et utilise fréquemment. Plus le journal progresse, plus les perspectives d'Émile Pouget se tournent vers une forme de syndicalisme anarchiste, ce qui fait du Père Peinard un précurseur de l'anarcho-syndicalisme. Il s'agit aussi du premier journal à renseigner systématiquement l'agitation sociale en France et à donner dans ses luttes politiques une large place au monde paysan. La publication en vient à rapidement être importante au sein des ouvriers français ; de nombreuses villes auparavant en dehors de l'influence ou du contact avec les anarchistes sont touchées - le journal est très lu.   

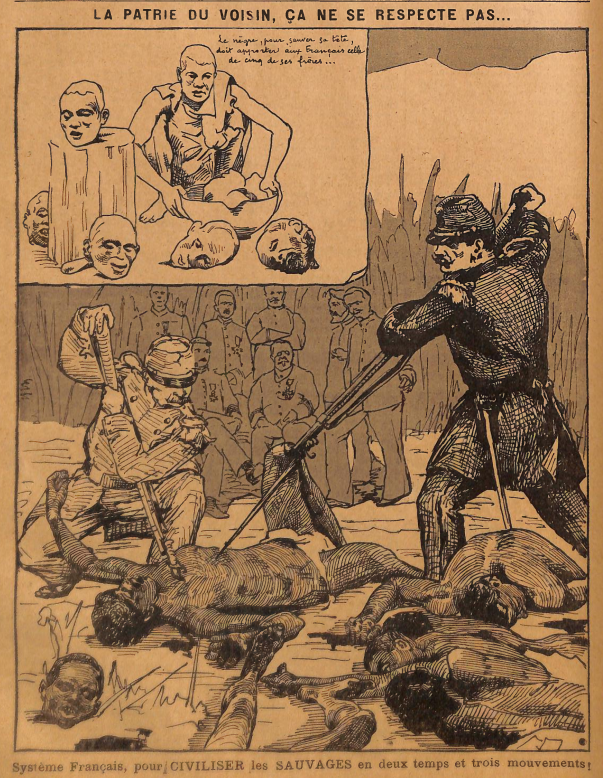
'Système français pour civiliser les sauvages en deux temps trois mouvements', Le Père Peinard (26 avril 1891)

Pouget n'est pas seul à publier dans le journal, il reçoit des nouvelles provinciales de divers correspondants anarchistes, comme Edouard Guérdat de Lille ou Pierre Narcisse de Toulouse. Par ailleurs, il est probable qu'un certain nombre de gérants du journal participent aussi à la rédaction ou l'édition d'articles, selon René Bianco. Émile Henry est aussi connu comme ayant participé au journal. Les illustrations sont signées par Maximilien Luce, Georges Manzana-Pissarro, Lucien Pissarro, Adolphe Willette et Constant Marie.    
Le Père Peinard prend une ligne bien plus radicale que Le Révolté de Jean Grave et Pierre Kropotkine - soutenant plus amplement la stratégie de la propagande par le fait que ce concurrent ou encore l'Endehors,. Il répond aux attentats anarchistes en étant un soutien complet de ces méthodes,. Richard Sonn décrit Le Père Peinard comme le pan social de la presse anarchiste de la période, tandis que l'Endehors relève plutôt du pan artistique et Le Révolté du pan théorique.  

Dès ses premiers mois, pendant l'affaire Pini, Le Père Peinard est l'une des publications anarchistes à soutenir l'anarchiste illégaliste, le journal est par ailleurs très ouvert aux pratiques illégalistes et invite à faire de même, en utilisant le vol et la reprise individuelle pour lutter contre le capitalisme. La justice étatique est une cible privilégiée du périodique, qui la considère comme étant essentiellement une « justice de classe », c'est-à-dire un instrument utilisé par la bourgeoisie pour réprimer le prolétariat et les anarchistes. Dans ce cadre, on peut dire que la publication anarchiste met explicitement « en procès » la justice étatique. 

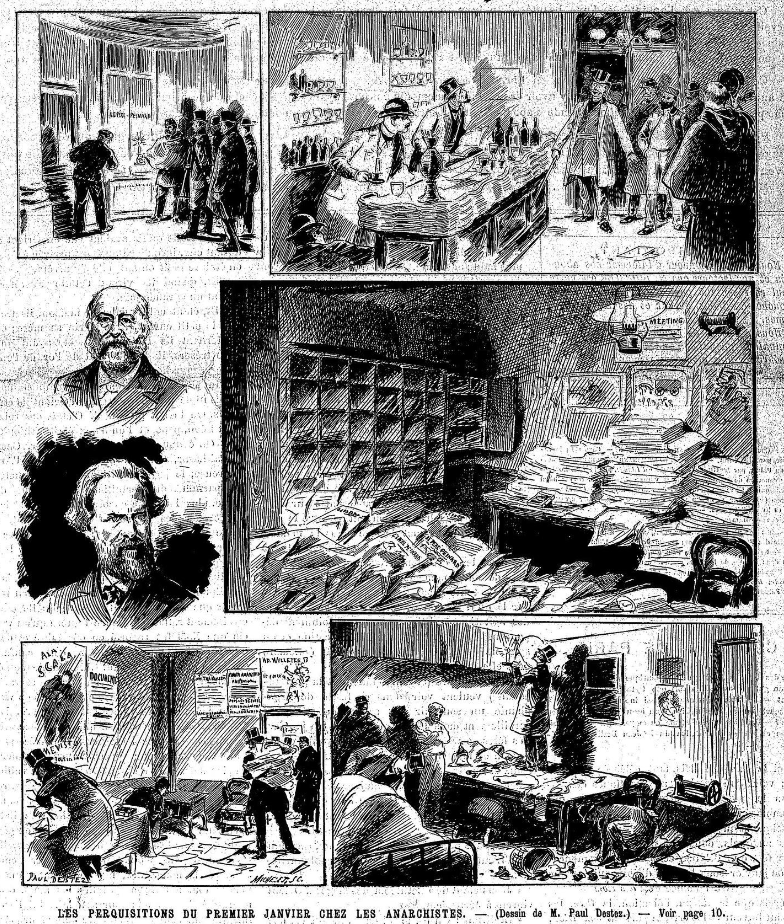
Une de L'Univers illustré (6 janvier 1894), montrant les opérations de police dans les bureaux du Père Peinard

Son programme est varié, étant donné que Le Père Peinard se saisit de la plupart des luttes sociales possibles à sa période. Il est à la fois anticlérical, antimilitariste, anticolonial ou encore féministe,,. Par exemple, dans l'article Barbarie française, le journal est ouvertement en rupture avec la colonisation, appelle à la révolte et compare la répression coloniale à la répression touchant le mouvement ouvrier et les anarchistes.
Le journal est perquisitionné à de multiples reprises voire saccagé par la police. Pendant la répression de janvier et février 1894, le journal est ciblé de nouveau, la publication est perquisitionnée, ses stocks détruits, elle est interdite à la vente en Algérie française puis complètement interdite,.

### 1894-1895: Deuxième série (Londres)

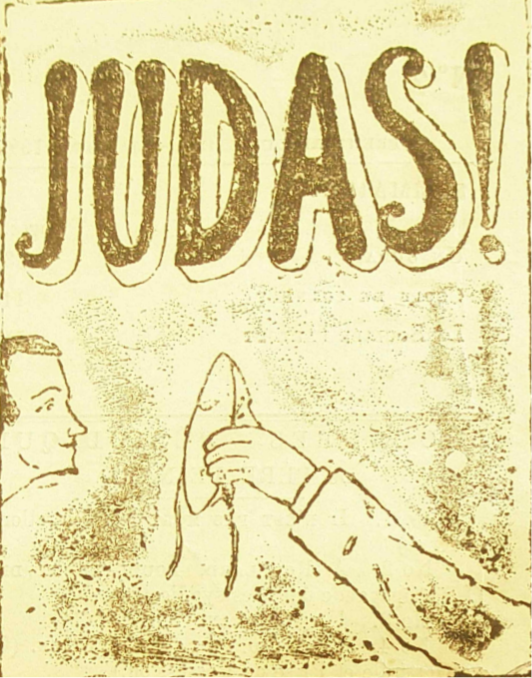
Une du Père Peinard (janvier 1895 - série londonienne) introduisant l'article Un Judas ! où le journal discute d'Eugène Cotin, un informateur repéré par les cercles anarchistes londoniens

Pendant ce temps, Pouget se réfugie à Londres, où il entreprend la publication de la « série londonienne » qui comprend huit numéros entre 1894 et 1895. Pouget s'y met aussitôt en quête de reprendre l'édition du journal - il s'associe avec d'autres anarchistes en exil à Londres, alors un lieu central de rencontres et de coordination pour les anarchistes, et reprend la publication. Les huit numéros sont de formats qui varient beaucoup de la précédente version du journal ; pour éviter la censure des autorités françaises, le journal est dissimulé dans des brochures ne ressemblant pas à la forme habituelle du Père Peinard et est distribué clandestinement en France. De plus, le texte n'y fait jamais mention du Père Peinard explicitement. 
Dans cette série londonienne, Pouget manifeste encore plus clairement qu'auparavant l'internationalisme comme perspective et se tourne encore davantage vers le syndicalisme révolutionnaire. Il donne aussi de nombreux éléments permettant aux anarchistes le lisant d'échapper aux autorités. Ainsi, dans un numéro, il détaille les aveux arrachés à un indicateur de la police française envoyé pour espionner les anarchistes à Londres, Eugène Cotin. Cela lui sert d'entrée en matière pour transmettre des informations sur les manières d'agir des autorités policières françaises et britanniques, en donnant des informations variées destinées à servir de manuel aux anarchistes de cette période : « rémunération des espions, informations attendues, envoi discret des informations de Londres à Paris, techniques pour ne pas se faire « brûler » par les anarchistes »... 

### 1896-1902: Troisième série (Paris)
C'est en retournant en France en 1895, après avoir été acquitté, que Pouget relance le journal, d'abord sous le nom de La Sociale, puis en lui redonnant son nom d'origine en octobre 1896. Le dernier numéro de cette deuxième série paraît le 1er mai 1899. La troisième série paraît de janvier à avril 1900. En 1902 paraît l'unique numéro de la quatrième série.

## Postérité

### Argot
Le Père Peinard, par son usage très important de formes argotiques, est une source précieuse d'informations sur le langage populaire de la période. Alain Rey le considère comme la majeure source de telle nature pour la dernière décennie du XIXe siècle.

## Publications
- Almanach du Père Peinard, Paris, 1894 [lire en ligne]
- Almanach du Père Peinard, Paris, 1896 [lire en ligne]
- Almanach du Père Peinard, Paris, 1897 [lire en ligne]
- Almanach du Père Peinard, Paris, 1898 [lire en ligne]

## Galerie

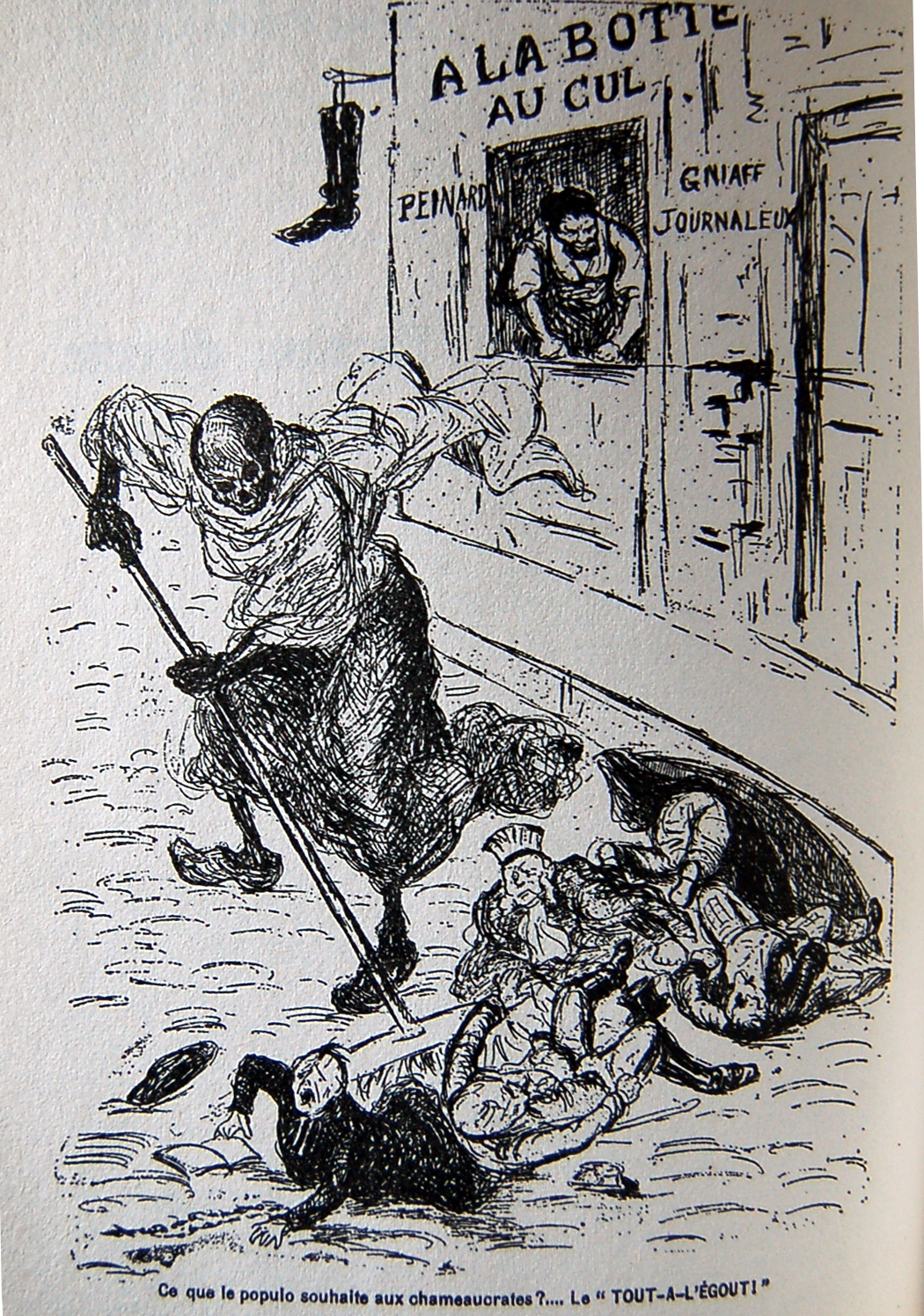
Ce que le populo souhaite aux chameaucrates ? Le « TOUT-A-L'ÉGOUT ! »
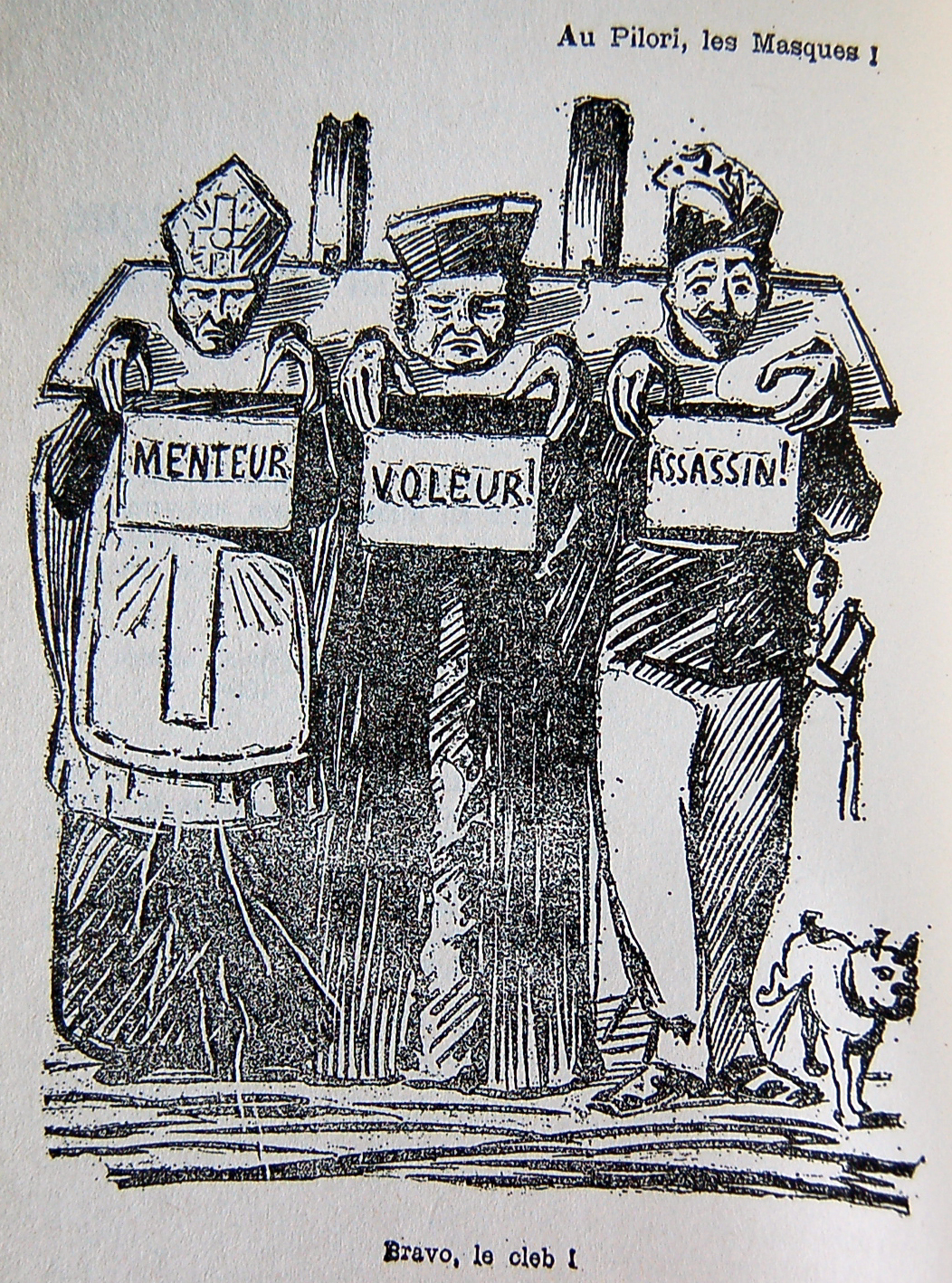
Au Pilori, les Masques !
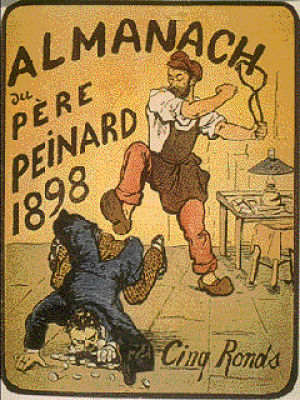
Almanach de 1898.
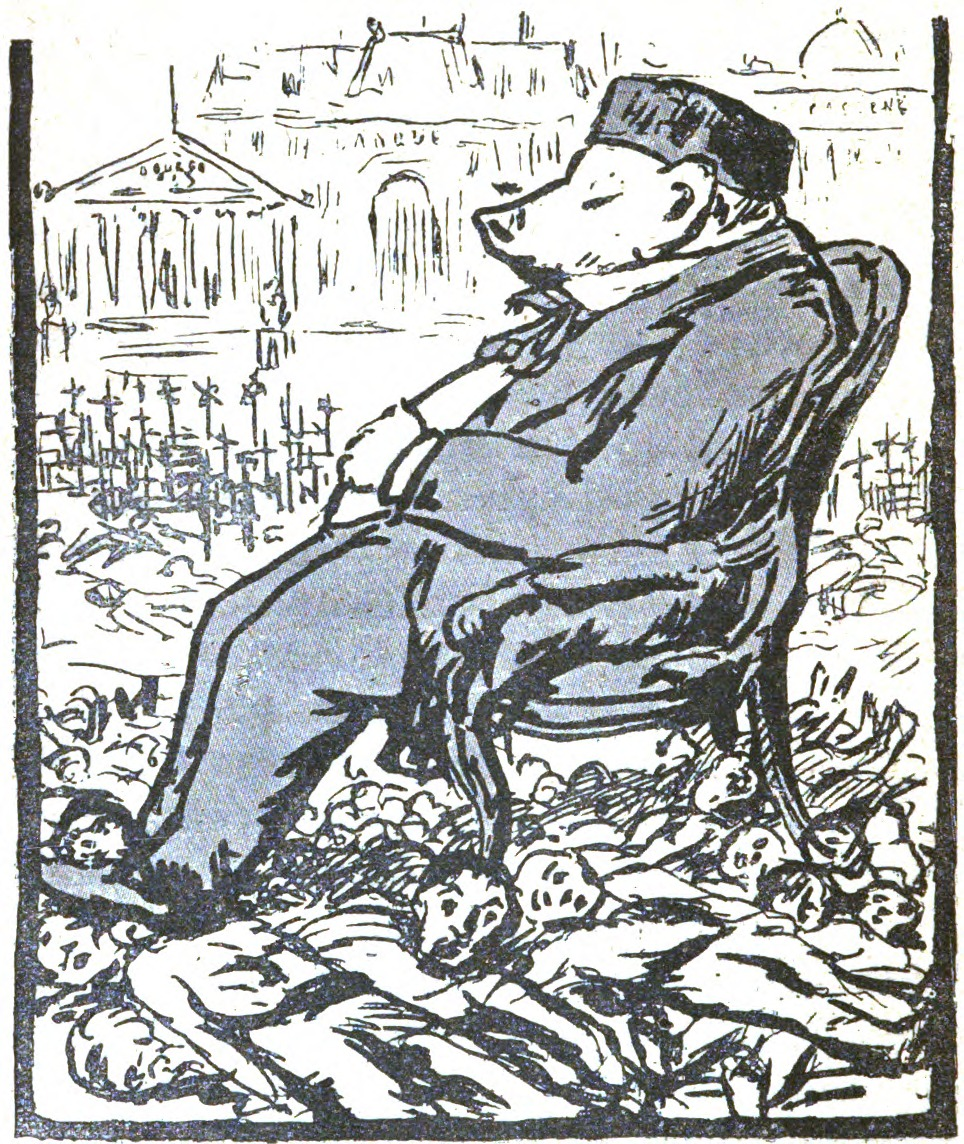
Le Père Peinard, cité par Le Péril anarchiste. Légende : « Le bourgeois, le vrai choléra. »

### Radio
- Jean Lebrun, Philippe Pelletier, Les anarchistes : le moment terroriste, et après ?, France Inter, 26 novembre 2015, écouter en ligne [audio].